# Unterseeboot 1051
L'Unterseeboot 1051 ou U-1051 est un sous-marin allemand (U-Boot) de type VIIC utilisé par la Kriegsmarine pendant la Seconde Guerre mondiale.
Le sous-marin est commandé le 5 juin 1941 à Kiel (Arsenal Germania), sa quille posée le 8 février 1943, il est lancé le 3 février 1944 et mis en service le 4 mars 1944, sous le commandement de l'Oberleutnant zur See Heinrich von Holleben.
Il coule d'un grenadage par la Royal Navy en mer d'Irlande, en janvier 1945.

## Conception
Unterseeboot type VII, l'U-1051 avait un déplacement de 769 tonnes en surface et 871 tonnes en plongée. Il avait une longueur totale de 67,10 m, un maître-bau de 6,20 m, une hauteur de 9,60 m et un tirant d'eau de 4,74 m. Le sous-marin était propulsé par deux hélices de 1,23 m, deux moteurs diesel Germaniawerft M6V 40/46 de 6 cylindres en ligne de 1 400 cv à 470 tr/min, produisant un total de 2 060 à 2 350 kW en surface et de deux moteurs électriques Brown, Boveri & Cie GG UB 720/8 de 375 cv à 295 tr/min, produisant un total 550 kW, en plongée. Le sous-marin avait une vitesse en surface de 17,7 nœuds (32,8 km/h) et une vitesse de 7,6 nœuds (14,1 km/h) en plongée. Immergé, il avait un rayon d'action de 80 milles marins (150 km) à 4 nœuds (7,4 km/h; 4,6 milles par heure) et pouvait atteindre une profondeur de 230 m. En surface son rayon d'action était de 8 500 milles nautiques (soit 15 700 km) à 10 nœuds (19 km/h).
L'U-1051 était équipé de cinq tubes lance-torpilles de 53,3 cm (quatre montés à l'avant et un à l'arrière) et embarquait quatorze torpilles. Il était équipé d'un canon de 8,8 cm SK C/35 (220 coups), d'un canon antiaérien de 20 mm Flak et d'un canon 37 mm Flak M/42 qui tire à 15 350 mètres avec une cadence théorique de 50 coups par minute. Il pouvait transporter 26 mines TMA ou 39 mines TMB. Son équipage comprenait 4 officiers et 40 à 56 sous-mariniers.

## Historique
Il suit sa période d'entraînement dans la 5. Unterseebootsflottille jusqu'au 31 décembre 1944, puis rejoint son unité de combat dans la 11. Unterseebootsflottille.
Sa première patrouille est précédée d'un court trajet de Kiel à Horten. Elle commence le 28 décembre 1944 au départ d'Horten, pour naviguer autour des îles britanniques. Dans la soirée du 21 janvier 1945, une torpille lancée par l'U-1051 touche du côté tribord un navire norvégien qui coule immédiatement au large de l'île de Bardsey. Sur les 21 membres d'équipage, seul un homme [Harald Hvidtsten] est secouru par le HMS Tyler (K576) (en), quelques heures plus tard dans la nuit du 29 décembre.
Le 26 janvier 1945 à 10 h 42, l'U-1051 torpille le HMS Manners (K568) (en) à environ 21 miles de Holyhead, en mer d'Irlande. L'explosion de la torpille casse la frégate en deux et la poupe coule, emportant 43 des 100 membres d'équipage. La proue du navire est remorquée à Barrow-in-Furness où elle est déclarée irrécupérable. Le 12 décembre 1946, l'épave est vendue à une société grecque et démolie en 1947 au port du Pirée.
À la suite de cette attaque, l'U-1051 est localisé par le HMS Bentinck (K314) (en) et attaqué avec des charges de profondeur. Au cours du combat, le destroyer est rejoint par le HMS Aylmer (K463) (en) et par le HMS Calder (K349) (en), du 4e et 5e groupe d'escorte. L'U-1051 est obligé de faire surface après une nouveau grenadage. Aussitôt, il est sous le feu des frégates britanniques et l'U-1051 coule à la position 53° 39′ N, 5° 23′ O, après avoir été heurté ou éperonné par le HMS Aylmer. 
Les 47 membres d'équipage meurent dans cette attaque.

## Affectations
- 5. Unterseebootsflottille du 4 mars 1944 au 31 décembre 1944 (Période de formation).
- 11. Unterseebootsflottille du 1er janvier 1945 au 26 janvier 1945 (Unité combattante).

## Commandement
- Oberleutnant zur See Heinrich von Holleben du 4 mars 1944 au 26 janvier 1945.

## Patrouille(s)
|       | Commandant                  | Départ           | Départ | Arrivée          | Arrivée | Jours    | Succès  |
| ----- | --------------------------- | ---------------- | ------ | ---------------- | ------- | -------- | ------- |
|       | Oblt. Heinrich von Holleben | 18 décembre 1944 | Kiel   | 23 décembre 1944 | Horten  | 6 jours  |         |
| 1     | Oblt. Heinrich von Holleben | 28 décembre 1944 | Horten | 26 janvier 1945  | Coulé   | 30 jours | 2 452   |
| Total | Total                       | Total            | Total  | Total            | Total   | 36 jours | 2 452 t |

Note : Oblt. = Oberleutnant zur See

## Navires coulés
L'U-1051 a coulé un navire marchand de 1 152 tonneaux et a détruit un navire de guerre de 1 300 tonneaux au cours de l'unique patrouille (36 jours en mer) qu'il effectua.
| Date            | Nom                     | Nationalité | Tonnage | Convoi | Fait         | Localisation        |
| --------------- | ----------------------- | ----------- | ------- | ------ | ------------ | ------------------- |
| 21 janvier 1945 | Galatea                 | Norvège     | 1 152   | -      | Coulé        | 52° 40′ N, 5° 23′ O |
| 26 janvier 1945 | HMS Manners (K568) (en) | Royal Navy  | 1 300   | -      | Perte totale | 53° 18′ N, 5° 13′ O |